# Campeonato Piauiense de Futebol de 1999
O Campeonato Piauiense de Futebol de 1999 foi o 59º campeonato de futebol do Piauí. A competição foi organizada pela Federação de Futebol do Piauí (FFP) e o campeão foi o Ríver.

## Premiação
| Campeonato Piauiense de 1999 |
| ---------------------------- |
| RIVER Campeão (23.º título)  |